# 托马斯·金凯德
托马斯·卡森·金凯德（英語：Thomas Cassin Kinkaid，1888年4月3日—1972年11月17日）是一名美国海军上将。在第二次世界大战中，金凯德担任过西南太平洋战区盟军海军指挥官，还曾指挥过著名的第七舰队。他的妹婿是同樣擔任過海軍上將的原太平洋艦隊司令哈斯本·金梅爾。

## 生平
金凯德于1888年4月3日生于新罕布什尔州汉诺威的一个海军世家。1908年从美国海军学院毕业后，金凯德先后在內布拉斯加號和明尼蘇達號上服过役。1913年，他投身于海军炮兵工程学，在接下来的几年中都在该领域工作。1917年一战时期，金凯德随賓夕法尼亞號前往英国，同英國皇家海军一起对抗德意志帝國海軍，但并未直接参战。1918年，升任亞利桑那號的枪炮长。1919年，他又调往华盛顿特区的炮兵局工作。
金凯德少校于1922-24年担任驻土耳其美国海军部队助理参谋长。1924年，他改任伊舍伍號（DD-284）舰长，随后又调往海军枪炮工厂。随后两年中，金凯德中校在美国舰队司令部担任枪炮官和司令官助理。1929-30年，金凯德进入美國海軍學院学习，随后在海军总委员会工作了1年，又在日内瓦裁军会议上担任海军顾问。1933-34年，金凯德在科羅拉多號上担任副舰长，之后又在导航局工作了3年。1937年，升任上校的金凯德受命指挥印第安那波利斯号重巡洋舰（CA-35）。1938-41年，他先后调任美國駐義大利大使館和駐南斯拉夫大使館武官。在美国参战前的几个月中，金凯德指挥过一个驱逐舰戰队。

### 第二次世界大战
1942年，金凯德晋升少将，受命指挥一支巡洋舰中队。1942年下半年，他改而指挥一支以企业号航空母舰为核心的特混编队，参与了漫长而艰苦的所罗门群岛战役。1943年1月，金凯德调任北太平洋方面军司令，将日军赶出了阿留申群岛。
1943年11月，金凯德升任盟军西南太平洋战区海军司令，兼任第七舰队指挥官，同时晋升为中将。他率领美国和澳大利亚盟军度过了艰苦的新畿內亞戰役，于1944年10月指挥第七舰队参加庞大的莱特湾海战并取得胜利。随后他的部队又支援了进攻菲律宾和婆罗洲的行动。1945年4月3日，金凯德因其卓越的功绩而晋升为海军上将。
从1946年至1950年他退役前，金凯德一直担任大西洋预备舰队司令。1951年，他又返回现役并在训练岗位上工作了2年。托马斯·金凯德上将于1972年11月17日逝世。
一艘斯普鲁恩斯级驱逐舰金凱德號（DD-965），是以金凯德上将的名字命名的。

## 荣誉

### 外国勋章奖章
- 特种大绶宝鼎勋章（中华民国，1946年2月17日批准[1]）